# (6280) Sicardy
(6280) Sicardy est un astéroïde de la ceinture principale.

## Description
(6280) Sicardy est un astéroïde de la ceinture principale. Il fut découvert le 2 septembre 1980 à la station Anderson Mesa par Edward L. G. Bowell. Il présente une orbite caractérisée par un demi-grand axe de 2,22 UA, une excentricité de 0,14 et une inclinaison de 6,6° par rapport à l'écliptique.

## Compléments